# عمل أدبي كلاسيكي

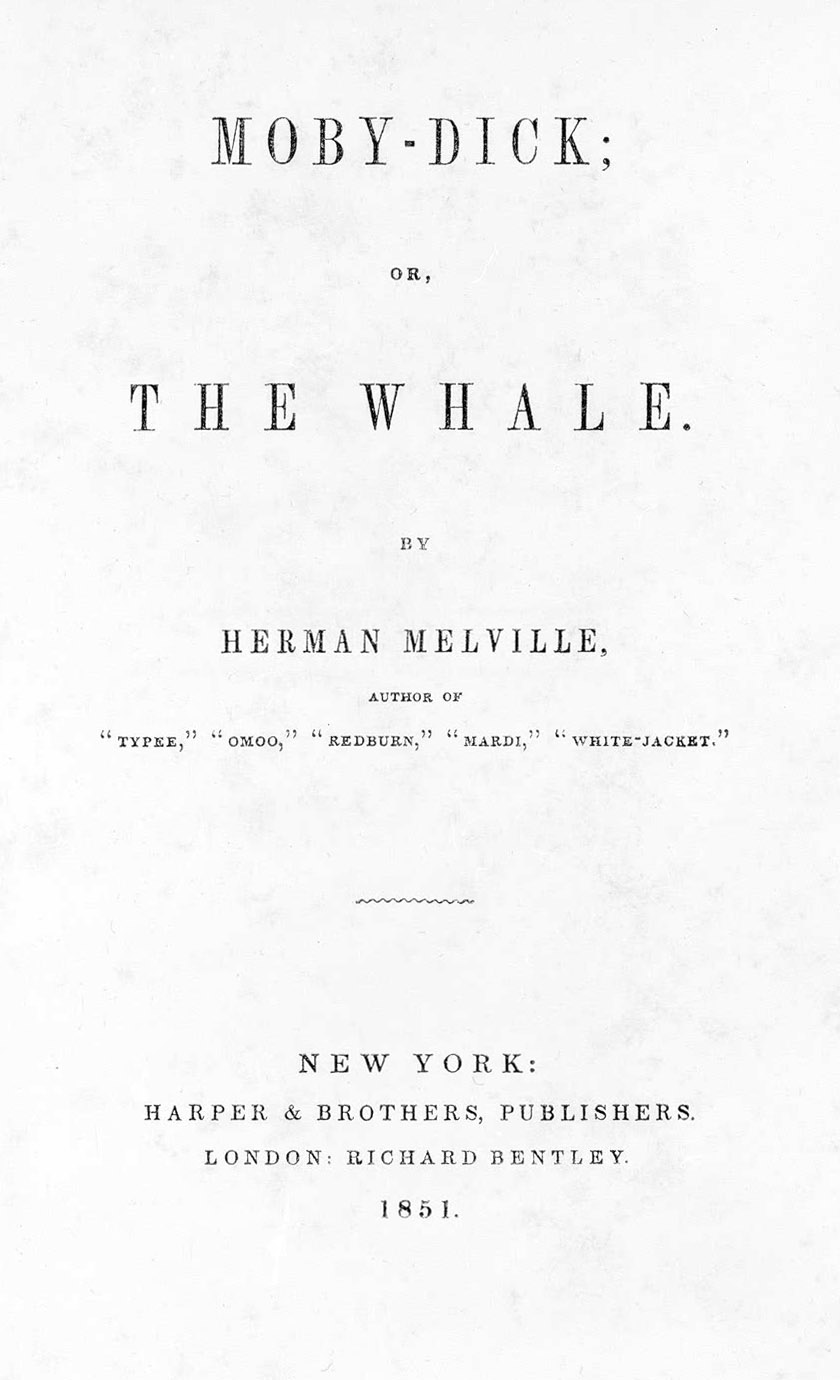

## تعاريف حديثة
في ثمانينيات القرن العشرين، ذَكَر إيتالو كالفينو في مقالته «لماذا نقرأ الأدب الكلاسيكي؟» أن «العمل الكلاسيكي هو كتاب لم ينهِ ما عليه قوله مطلقًا» ويأتي على ذكر جوهر الاختيار الشخصي في هذا الموضوع عندما يقول (الخط المائل موجود في الترجمة الأصلية): «المؤلف الكلاسيكي المفضل لديك هو الشخص الذي لا يمكنك أن تشعر بالحيادية تجاهه، ويساعدك ارتباطك به على معرفة نفسك، حتى عندما تكون على خلاف معه». أخذ ما يُضفي صفة الكلاسيكية على العمل الأدبي بعين الاعتبار هو خيار شخصي بحت بالنسبة إلى كالفينو، ويبدو أن وضع تعريف عالمي لمكونات العمل الكلاسيكي أمر مستحيل بالنسبة إليه، ويقول إن سبب ذلك هو أنه «ما من شيء نفعله لتحقيق ذلك إلا أن نخترع مكتباتنا المثالية الكلاسيكية الخاصة».
ما يجعل عملًا أدبيًا ما «عملًا كلاسيكيًا» فعلًا ليس أخذ الكُتَّاب ممن ينشرون كتاباتهم على نطاق واسع بعين الاعتبار فقط. عام 1920، سبقت فاني إم. كلارك، وهي معلمة في مدرسة روزيل في كليفلاند الشرقية في أوهايو، استنتاجات كالفينو المشابهة بستين عامًا عندما كتبت مقالة تتناول السؤال عن الأمر الذي يجعل العمل الأدبي «كلاسيكيًّا» في مقالتها بعنوان «تعليم الأطفال كيفية الاختيار» في ذا إنجلش جورنال.
تتناول كلارك في مقالتها السؤال المطروح حول ما يضفي صفة الكلاسيكية على العمل الأدبي، ولماذا تُعتبَر فكرة «الأعمال الكلاسيكية» مهمة بالنسبة إلى المجتمع برمته. تقول كلارك إن «مُدرسي اللغة الإنجليزية تدربوا كثيرًا في الأعمال الأدبية الكلاسيكية لدرجة أنها أصبحت بالنسبة إليهم بمقام الكتاب المقدس الذي شكّلت نهضة العلوم الحديثة تهديدًا غير مبرَّر لأمانه». وتواصل الكتابة فتقول إن من بين المصادر التي استشارتها مجموعة من طلاب الصف الثامن الإعدادي، وعند سؤالهم: «ماذا تعرفون عن الأدب الكلاسيكي؟»، جاءت اثنتان من الإجابات كالتالي: «الكتب الكلاسيكية هي الكتب التي يعطيها لك والداك وتعطيها بدورك لأبنائك» و«إنها تلك الأعمال الأدبية العظيمة التي تُعتبر قيَّمة لدرجة أن تُدَرَّس في حصص اللغة الإنجليزية في المدارس الثانوية أو الجامعات». توافق كالفينو المدرس في جامعة أوهايو الرأي عندما يقول إن «على المدارس والجامعات مساعدتنا على فهم أنه ما من كتاب يتناول كتابًا آخر ويضيف عليه، ولكنهم يبذلون قصارى جهدهم لجعلنا نعتقد العكس». يتوصل كل من كلارك وكالفينو إلى نتيجتين متشابهتين مفادهما أنه عند تحليل العمل الأدبي لمعرفة ما يجعله عملًا «كلاسيكيًا»، يمكن أن ينتهي المطاف بالقارئ مدمرًا المتعة الفريدة- عن طريق الفعل التحليلي أو كما تسميه كلارك «التحليل التشريحي»- التي من الممكن أن يحملها الاستمتاع البحت بالعمل الأدبي.
في تدوينه على موقع الغارديان (guardian.co.uk) عام 2009، عكس كريس كوكس في كتاباته أحاسيس توين «الكلاسيكية» لعام 1900، وفكاهة بينيت حول الأعمال الكلاسيكية عندما افترض في غارديان كو «مدونة الكتب» وجود نوعين من «الروايات الكلاسيكية»: النوع الأول الذي نعرف أنه كان علينا قراءته، ولكننا على الأرجح لم نفعل ذلك، عادة ما تكون هذه الكتب هي التي تُشعرنا بالحرج الشديد عند ذكرها في محادثة ما... أما النوع الثاني فيتضمن الكتب التي قرأناها خمس مرات، ويمكننا الاقتباس منها في أي مناسبة، وندفع الآخرين لقراءتها بقولنا: «عليك قراءة هذا الكتاب، فهو عمل كلاسيكي».